# Thomas Livingstone Mitchell

Sir Thomas Livingstone Mitchell

Sir Thomas Livingstone Mitchell (* 16. Juni 1792 in Grangemouth in Stirlingshire, Schottland; † 5. September 1855 in Sydney, Australien) war ein schottischer Forscher.

## Leben
Mitchell trat in jungen Jahren in die britische Armee ein und erwarb sich in dieser Zeit einen Ruf als Kartograf. Nach seiner Militärzeit wurde Mitchell im Jahre 1827 zum Assistenten des Obersten Landvermessers von New South Wales in Australien ernannt. Bereits ein Jahr später wurde er selbst zum Obersten Landvermesser. Seine Aufgabe lag in dem Erstellen von Plänen von Städten, Brücken und Straßen sowie in der Durchführung von Vermessungen. Sein Hauptaugenmerk lag aber auf der Kartografierung Ostaustraliens, deren Ergebnisse Mitchell 1835 veröffentlichte.
Mitchell leitete zwischen den Jahren 1831 und 1845 mehrere Expeditionen im unerforschten Australien und konnte große Gebiete für die britische Kolonie hinzugewinnen. Seine wichtigste Expedition unternahm er 1836, welche ihn durch New South Wales bis zum Fluss Murray, anschließend nach Victoria und Portland führte. Die Aborigines-Frau Turandurey mit ihrer Tochter Ballandella teilte sich auf dieser Exkursion die Führungsverantwortung mit einem Englisch sprechenden Aborigines-Führer. Mitchell veröffentlichte in den Jahren 1838 und 1848 zwei Reiseberichte, des Weiteren publizierte er The Australian Geography, ein Buch zum Gebrauch in Schulen.
Am 17. April 1839 wurde er als Knight Bachelor („Sir“) geadelt.
Mitchell genoss in Australien große Popularität; diese erwarb er sich vor allem durch seinen Umgang mit den australischen Gegebenheiten. Dies zeigte er bei verschiedenen Gelegenheiten, wie bei der Beteiligung von Häftlingen an Forschungsreisen und Bewahrung von Ortsnamen der Aborigines.
Von ihm stammen nach Ansicht des Geologen David Oldroyd wahrscheinlich die ersten geologischen Karten Australiens.
Nach ihm ist der Mitchell River in Queensland benannt.